# Lothar von Arnauld de la Perière
Lothar Eugen Georg von Arnauld de la Perière (Posen, 18 marzo 1886 – Le Bourget, 24 febbraio 1941) è stato un ammiraglio tedesco decorato, per la sua abilità, con l'Ordine Pour le Mérite.

## Biografia

### I primi incarichi
Lothar von Arnauld de la Perière apparteneva ad un'antica e nobile famiglia tedesca d'origine ugonotta e borgognona, immigrata in Prussia dopo essere stata allontanata dai suoi possedimenti dall'arcivescovo di Salisburgo.
Von Arnauld de la Perière fu educato alla scuola militare di Charlottenburg e a 17 anni entrò a far parte come allievo ufficiale (Seekadett) della Kaiserliche Marine, nel 1903. Fu poi promosso guardiamarina (Leutnant zur See) nel 1906 e prese servizio sulle corazzate Kurfürst Friedrich Wilhelm, Schlesien e Schleswig-Holstein; nel 1911 venne promosso sottotenente di vascello ed assegnato al celebre incrociatore leggero Emden dove prestò servizio come ufficiale silurista fino al 1913.

### La prima guerra mondiale
All'inizio della prima guerra mondiale, era tenente di vascello (Kapitän-Leutnant) ed aiutante dell'ammiraglio Hugo von Pohl presso l'Ammiragliato di Berlino, ma con l'inizio delle ostilità fu assegnato ad un incarico operativo: la Luftschiff-Abteilung, il reparto dirigibili della Marina Imperiale tedesca. Von Arnauld però optò ben presto per i sommergibili e nel 1915 venne inviato per la necessaria formazione alla base navale austriaca di Cattaro in Montenegro (all'epoca, parte dell'impero Austro-Ungarico).
il 12 novembre 1915, al termine del suo periodo di istruzione sui battelli sottomarini, von Arnauld prese il comando della sua prima unità: il sommergibile U-35, di 700 t (tipo U-31) appena rientrato dopo una missione di un mese circa nel Mediterraneo di notevole successo, durante la quale aveva affondato 57.000 tonnellate di naviglio alleato. Al termine di estesi lavori di riparazione e manutenzione, il 20 febbraio 1916 von Arnauld salpò da Cattaro per la sua prima missione di guerra.
Operando nella zona di mare fra Creta e Malta, von Arnauld fece la sua prima vittima solo 6 giorni dopo: il trasporto truppe francese La Provence, che affondò con i cannoni di bordo, per risparmiare i siluri (gli U-Boot della classe U-35 ne imbarcavano solo 4). Il 27 colò a picco un altro piccolo bastimento. Il 29 febbraio l'U-35 avvistò una nave da guerra, la corvetta britannica HMS Primula che si gettò subito sull'unità tedesca per speronarla, e von Arnauld non ebbe scelta: dovette lanciare tutti e 4 i suoi siluri, due dei quali andarono a segno. A quel punto, fu necessario rientrare a Cattaro per rifornirsi di siluri; tornato in zona, in un mese di navigazione von Arnauld incontrò solo una preda, il trasporto britannico SS Minneapolis di 13.450 t, che richiese tutti e quattro i suoi siluri.
Rientrato a Cattaro per manutenzione e riarmo, l'U-35 salpò nuovamente ai primi di giugno 1916, stavolta nel Mediterraneo occidentale, che i comandi tedeschi sapevano essere poco sorvegliato: dal 10 al 24 di quel mese, von Arnauld fece strage di mercantili e piccoli bastimenti francesi e italiani, per un totale di 57.000 t. Il 21 giugno, von Arnauld fece anche scalo a Cartagena, per consegnare un messaggio diplomatico del Kaiser Guglielmo II al Re di Spagna. 

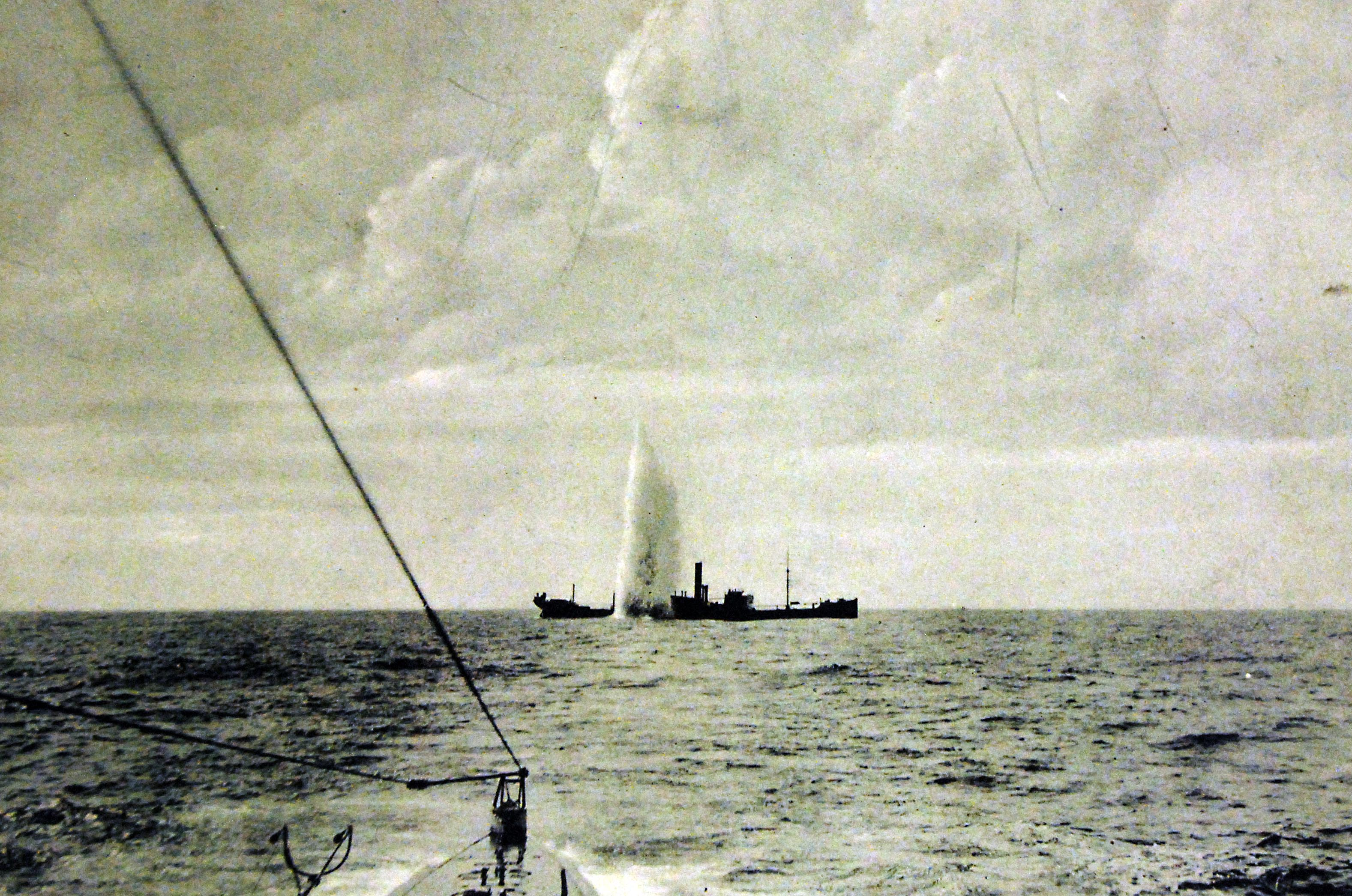
La petroliera britannica SS Maplewood sotto il fuoco del cannone di bordo dell'U-35, al largo della Sardegna occidentale, il 7 aprile 1917.

Il 26 luglio 1916, dopo essersi rifornito, von Arnauld salpò nuovamente da Cattaro per la sua terza missione che doveva rivelarsi l'azione sottomarina di maggior successo della guerra: in 25 giorni, distrusse 54 navi per 90.000 tonnellater di stazza complessive, attaccando sempre in superficie e preferendo servirsi dei due cannoni di bordo, tenendo i siluri solo in caso di incontri con navi da guerra. Tale tattica era ormai ben consolidata fra i comandanti di U-Boote tedeschi, tuttavia non era esente da rischi; in almeno due occasioni von Arnauld sfuggì miracolosamente all'affondamento: il 14 agosto quando un'intera flottiglia di navi antisommergibili francesi lo sorprese mentre stava affondando a cannonate 11 pescherecci italiani al largo della Corsica; e il 15 agosto, quando la nave ausiliaria italiana RN Città di Sassari lo attaccò di sorpresa. Dopo aver sparato quasi tutte le sue munizioni e lanciato i suoi siluri, il 20 agosto l'U-35 rientrò alla base, dove venne decorato con la Croce di Ferro.

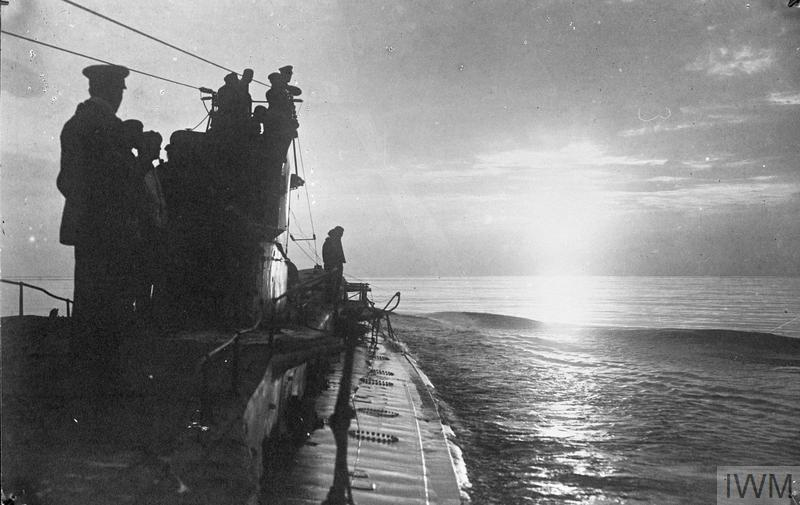
immagine ripresa a bordo dell'U-35 durante una crociera di guerra nel Mediterraneo, 1916. Von Arnauld è sul ponte di comando.

La successiva missione (ottobre - novembre 1916) fu anch'essa molto fruttuosa, sempre nelle stesse acque: 22 navi caddero vittime di von Arnauld, per un totale di 70.000 t. fra le quali il trasporto truppe francese Gallia da 15.000 t ; inoltre, fece nuovamente scalo a Cartagena per imbarcare alcuni ufficiali di marina tedesca incaricati di una missione segreta, fra i quali vi era Wilhelm Canaris, il futuro capo dei servizio segreti tedeschi.
In riconoscimento dei suoi successi e della sua abilità, nel 1916 von Arnauld venne insignito del prestigiosissimo Ordine Pour Le Mérite, la più alta decorazione militare dell'Impero tedesco. A quel punto del conflitto però la priorità per la Marina germanica era il traffico commerciale nell'Atlantico e al'inizio del 1918 von Arnauld, che in 14 missioni aveva già affondato 191 navi per 446.000 t di stazza complessive, lasciò al suo primo ufficiale Ernst von Voigt il comando dell'U-35 (che sopravvisse al conflitto e venne smantellato dagli inglesi nel 1919) per assumere quello dell'U-139, da 2000 t, un battello molto più moderno ed efficiente, adatto ad operazioni oceaniche. Nell'estate 1918 von Arnauld salpò per le acque a ovest della Spagna dove però ebbe ben poca fortuna contro i convogli fortemente scortati: solo nella successiva crociera, il 1 di ottobre, affondò 2 mercantili britannici e uno italiano, ed il giorno successivo un piccolo rimorchiatore portoghese. Il 14 ottobre 1918, il pattugliatore d'altura portoghese NRP Augusto del Castilho ingaggiò con l'U-139 una furibonda lotta che si concluse con l'abbordaggio e l'affondamento della nave portoghese da parte dell'equipaggio di von Arnauld; fu la sua ultima vittoria, poiché pochi giorni dopo rientrò alla base di Kiel e vi trovò la flotta imperiale in piena rivolta. All'armistizio del 9 novembre 1918, von Arnauld aveva affondato 195 navi per 457.000 t di stazza, il più alto risultato ottenuto da un comandante di sommergibili nella storia della guerra navale (tuttora insuperato).
Nel 1917 era stato comandante del porto militare di Oldenburg, dove erano di stanza momentanea i piloti della Jasta (Jagdstaffel, squadriglie da caccia) Manfred e Lothar von Richthofen, Oliver von Beaulieu-Marconnay (cugino di von Arnauld) ed Heinrich Bongartz, che il capitano utilizzò per ricognizioni aeree sul Mare del Nord.

### Dal primo dopoguerra alla morte
Rimase nella Marina e dal 1 febbraio 1919 assunse il comando di un battaglione di fucilieri di marina nella Marine-Brigade "Von Loewenfeld" a Kiel, che tenne fino all'ottobre 1920. Nel 1922 fu promosso korvettenkapitän.
Durante il periodo interbellico la Reichsmarine non era autorizzata ad avere unità subacquee, così von Arnauld prestò servizio come ufficiale di rotta sulle navi da battaglia Hannover ed Elsass; nel 1928 fu promosso capitano di fregata ed ebbe il comando dell'incrociatore leggero Emden;  nel settembre 1931, promosso kapitän zur see, fu collocato a riposo per esubero di personale.
Dal 1932 al 1938 insegnò all'Accademia Navale di Istanbul su invito del governo turco. Si adoperò inoltre in opere di filantropia ed aiuto alle famiglie rovinate dalla guerra.
Nel settembre 1939, allo scoppio della seconda guerra mondiale, la Kriegsmarine lo richiamò in servizio attivo. Von Arnauld accettò, per lealtà militare, di servire sotto il governo nazionalsocialista, pur essendo apertamente contrario alla politica dittatoriale di Adolf Hitler e disgustato dalla brutalità delle Schutzstaffel; nel marzo 1940 fu comandante militare di Danzica e si mostrò molto rispettoso della popolazione polacca; per un breve periodo fu comandante della Marina ("Marine-Befehlshaber") per il Belgio e i Paesi Bassi, quindi promosso konteradmiral, fino al giugno 1940 fu comandante della Marina per la Bretagna occupata; il 1 febbraio 1941 venne promosso vizeadmiral.
Il 24 febbraio 1941, mentre si recava ad assumere il comando della Squadra navale del sud-ovest in Provenza, von Arnauld morì in un incidente aereo sopra l'aeroporto francese di Le Bourget. Fu sepolto nell'Invalidenfriedhof di Berlino.